# هيلين شولمان
هيلين شولمان (بالإنجليزية: Helen Schulman)‏ (1 أبريل 1961)؛ روائية أمريكية.